# Wolfgang Mewes (Betriebswirt)

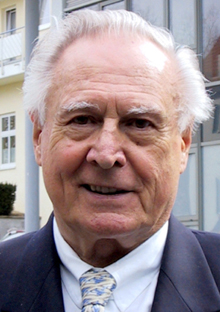
Wolfgang Mewes (2008)

Wolfgang Mewes (* 30. Mai 1924 in Berlin; † 17. Dezember 2016 in Wiesbaden) war ein deutscher Betriebswirt und Autor.

## Leben
Mewes war zunächst Kostenrechner, Bilanzbuchhalter und Prüfer in einer Wirtschaftsprüfungsgesellschaft und Leiter des Rechnungswesens in einem Zeitschriftenkonzern. Seine Spezialgebiete waren Buchhaltung, Bilanzierung und Steuerrecht. 1951 begründete er ein betriebswirtschaftliches Lehrinstitut in Frankfurt am Main, wo er im gleichen Jahr den ersten Fernlehrgang für Bilanzbuchhalter herausbrachte. 1958 folgte der Klassiker-Lehrgang „Der praktische Betriebswirt“.
Zur Entwicklung und Vermarktung seiner Lehrmaterialien gründete er den Mewes-Verlag. Mewes hat tausende erfolgreiche Unternehmer analysiert und aus deren Verhalten die  EKS (Engpasskonzentrierte Strategie) formuliert, die er ausschließlich als geschlossene Fernlehrgänge veröffentlichte, zunächst als „Engpasskonzentrierte Verhaltens- und Führungsstrategie“ und ab 1970 als „Kybernetische Managementlehre (EKS)“. Ebenso hat Mewes die Bezeichnungen Energo-Kybernetische Strategie und Evolutionskonforme Strategie verwendet. Über 70.000 Anwender in vielen europäischen Ländern profitierten von den Lehrgängen. Weltmarktführer wie Würth, Kärcher, Fielmann und viele Hidden Champions begründen ihren Erfolg zumindest teilweise mit der EKS. 1989 überließ Mewes die Werknutzungsrechte für die Zwecke der Unternehmensberatung der Peat, Marwick, Mitchel Wirtschaftsprüfungsgesellschaft, Frankfurt am Main (heute Teil der KPMG). 1990 verkaufte er seinen Verlag und die Werknutzungsrechte an der EKS-Strategie an die Frankfurter Allgemeine Zeitung, die den überarbeiteten Lehrgang „Die EKS-Strategie“, unter wissenschaftlicher Beratung der KPMG Peat Marwick Treuhand GmbH, veröffentlichte. Die FAZ veräußerte ihre Rechte 1996 an die Deutsche Weiterbildungsgesellschaft (DWG, Klett-Gruppe) weiter. 2008 übernahm das Malik Management Zentrum St. Gallen AG die gesamten Werknutzungsrechte der EKS.
Mewes war Vorsitzender des Finanz- und Steuerausschusses der IHK Frankfurt am Main, Mitglied des Finanz- und Steuerausschusses des Deutschen Industrie- und Handelstages, Bonn und Lehrbeauftragter für Unternehmenspolitik an der Universität Würzburg. Er initiierte 1970 die Leistungsgemeinschaft (EKS) e. V., heute Bundesverband StrategieForum e. V. (BSF) (zeitweilig über 3000 Mitglieder, heute noch 700). Der BSF ist ein Netzwerk in Deutschland, in dem sich Unternehmer, Freiberufler und leitende Angestellte systematisch und praxisorientiert damit beschäftigen, ihren unternehmerischen Erfolg durch den Einsatz strategischen Know-hows nach Mewes zu verbessern.
1984 erhielt Mewes die Verdienstmedaille der IHK Frankfurt, 1988 das Bundesverdienstkreuz am Bande und 1989 die Ehrenplakette für besondere Förderung der Frankfurter Wirtschaft der IHK Frankfurt. 2000 verlieh die Österreichische Gesellschaft für Baukybernetik Mewes die Ehrenmitgliedschaft. Im Jahr 2004 erfolgte die Ernennung zum Ehrenprofessor der PEF Privatuniversität für Management in Wien. Auf dem EKS-Kongress 2009 in Zürich wurde Mewes für sein Lebenswerk der Malik EKS-Ehrenpreis verliehen. Auf den Petersberger Trainertagen erhielt er 2010 den Life Achievement Award der Weiterbildungsbranche für sein Lebenswerk.
Der im Mai 2014 vom Thüringer Innenministerium anerkannten, nach Wolfgang Mewes benannten Stiftung wurde die Gemeinnützigkeit vom Finanzamt Oldenburg bestätigt.

## Werke
- Das Goldene Buch des Berufserfolges. Frankfurt/Darmstadt 1958
- Alle Bilanzen sind falsch. Sonderdruck aus Bilanzbuchhalter- und Steuerbevollmächtigtenlehrgang, Frankfurt am Main 1959
- Die kybernetische Managementlehre (EKS). Zwölfteiliger Fernlehrgang, Frankfurt 1971–1977 ISBN 3-922062-00-8
- Wolfgang Mewes et al.: EKS-Karrierestrategie. Band 1. Grundlagen und Phasen der EKS mit Fallbeispielen, Frankfurt 1994
- Wolfgang Mewes et al.: EKS-Unternehmensstrategie. Bände 1 und 2, Frankfurt 1995
- Mit Nischenstrategie zur Marktführerschaft: Strategie-Handbuch für mittelständische Unternehmen. Hrsg. von Wolfgang Mewes et al., Bände 1 und 2, Zürich 2000 und 2001 ISBN 3-280-02660-1